# زبان یغنابی

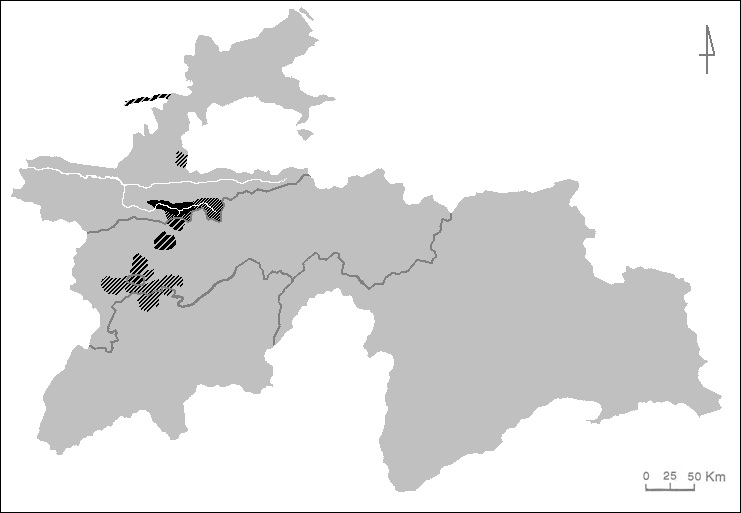
نواحی که بیشینهٔ مردم در آن به زبان یغنابی سخن می‌گویند

یغنابی یک زبان ایرانی شرقی است که در دره بالایی رودخانه یغناب در منطقه زرافشان تاجیکستان توسط مردم یغنابی صحبت می‌شود. این زبان به عنوان نواده مستقیم زبان سغدی در نظر گرفته می‌شود و گاهی در متون آکادمیک سغدی نو نامیده شده است. حدود ۱۲٬۵۰۰ گویشور یغنابی وجود دارد که به چندین قشر تقسیم می‌شوند. گروه اصلی در منطقه ظفرآباد زندگی می‌کنند. همچنین مهاجرانی در دره یغناب وجود دارند. برخی از جوامع در روستاهای زومند و کوک‌تپه و در دوشنبه یا حومه آن زندگی می‌کنند.
اکثر گویشوران یغنابی به زبان تاجیکی، مسلط هستند. زبان یغنابی بیشتر برای ارتباطات روزمره خانوادگی استفاده می‌شود و تاجیکی توسط گویشوران یغنابی برای معاملات تجاری و رسمی به کار می‌رود. یک قوم‌نگار روس معتقد است که تاجیک‌های همسایه که مدت‌ها با یغنابی‌ها که دیر به اسلام گرویدند خصومت داشتند، شنید که یغنابی‌ها از زبان خود به عنوان یک روش ارتباطی "مخفی" برای گیج کردن تاجیک‌ها استفاده می‌کردند. این روایت منجر به این باور برخی شد که یغنابی یا مشتقی از آن به عنوان یک زبان رمزی استفاده می‌شده است.
این زبان در مدارس ابتدایی در داخل جامعه قومی تدریس می‌شود و تاجیکستان نیز قوانینی را برای حمایت از آموزش به زبان‌های اقلیت، از جمله یغنابی، وضع کرده است.
دو گویش اصلی وجود دارد: غربی و شرقی. تفاوت آنها عمدتاً در واج‌شناسی است. برای مثال، ‎*θ‎ تاریخی در گویش‌های غربی به ‎t‎ و در گویش‌های شرقی به ‎s‎ تبدیل شده است: ‎met‎ – ‎mes‎ 'روز' از سغدی ‎mēθ‎ ⟨myθ⟩. ‎ay‎ غربی با ‎e‎ شرقی مطابقت دارد: ‎wayš‎ – ‎weš‎ 'علف' از سغدی ‎wayš‎ یا ‎wēš‎ ⟨wyš⟩. گروه سغدی اولیه ‎θr‎ (بعداً ‎ṣ̌‎) در شرق به صورت ‎sar‎ و در غرب به صورت ‎tir‎ منعکس می‌شود: ‎saráy‎ – ‎tiráy‎ 'سه' از سغدی ‎θrē‎/‎θray‎ یا ‎ṣ̌ē‎/‎ṣ̌ay‎ ⟨δry⟩. همچنین برخی تفاوت‌ها در پایانه‌های فعلی و واژگان وجود دارد. بین این دو گویش اصلی، یک گویش انتقالی وجود دارد که برخی از ویژگی‌های هر دو گویش دیگر را داراست.

## الفبای یغنابی
یغنابی تا دهه ۱۹۹۰ میلادی خط نوشتاری نداشت، اما به گفته آندریف، پیش از سال ۱۹۲۸ میلادی، برخی از ملاهای یغنابی، عمدتاً زمانی که می‌خواستند برخی اطلاعات را از تاجیک‌ها پنهان کنند، از خط عربی برای نوشتن این زبان استفاده می‌کردند.
در سال‌های‌های اخیر، سیف‌الدین میرزازاده از آکادمی علوم تاجیکستان از الفبای تاجیکی اصلاح شده برای نوشتن یغنابی استفاده کرده‌است. الفبای یغنابی کاملاً نامناسب است، زیرا قادر نیست که حروف صدادار کوتاه و بلند یا v و w را از هم تشخیص دهد و تنش را مشخص نمی‌کند.
А а (a), Б б (b), В в (v),  Ԝ ԝ (w), Г г (g), Ғ ғ (ğ), Д д (d), Е е (ye), Ё ё (yo), Ж ж (j), З з (z), И и (i), Ӣ ӣ (î), й (y), К к (k), Қ қ (q) Л л (l), М м (m), Н н (n), О о (o), П п (p), Р р (r), С с (s), Т т (t), У у (u), Ӯ ӯ (û), Ф ф (f), Х х (x), Хԝ хԝ (xw), Ҳ ҳ (h), Ч ч (ç), Ҷ ҷ (c), Ш ш (ş), Ъ ъ (’), Э э (e), Ю ю (yu), Я я (ya)

## دستور زبان یغنابی
- ضمیرهای شخصی

|         | مفرد           | جمع                       |
| ------- | -------------- | ------------------------- |
| اول شخص | مَن man         | ماخ mox                   |
| دوم شخص | تو tu          | شُماخ ʃumox                |
| سوم شخص | اَخ، ایش iʃ، ax | اَختِت، ایشتِت iʃtit , axtit |

- ضمیرهای ملکی

|         | مفرد  | جمع       |
| ------- | ----- | --------- |
| اول شخص | -ِم im | -ماخ mox  |
| دوم شخص | -ِت it | -شِنت ʃint |
| سوم شخص | -ِش iʃ | -شِنت ʃɪnt |

- صرف فعل‌ها

|         | مفرد        | جمع         |
| ------- | ----------- | ----------- |
| اول شخص | -امِشت omiʃt | -یمِشت imiʃt |
| دوم شخص | -یشت iʃt    | -سِشت siʃt   |
| سوم شخص | -چی tʃi     | -اشت oʃt    |

برای نمونه فعل خواستن به این صورت صرف می‌شود
|         | مفرد                | جمع                 |
| ------- | ------------------- | ------------------- |
| اول شخص | خواهامِشت (хоҳомишт) | خواهیمِشت (хоҳимишт) |
| دوم شخص | خواهیشت (хоҳишт)    | خواهسِشت (хоҳсишт)   |
| سوم شخص | خواهچی (хоҳчи)      | خواهاشت (хоҳошт)    |

- علامت جمع

یغنابی تنها بازمانده زنده‌ای است که از زبان سغدی به جای مانده و در آن مانند زبان سغدی هنوز می‌توان بن ماضی را از بن مضارع بنا کرد و علامت جمع نیز در آن t-است. از این رو با زبان آسی که علامت جمع در آن tA است شبیه‌است.